# Polska na Halowych Mistrzostwach Europy w Lekkoatletyce 2013
Polska na Halowych Mistrzostwach Europy w Lekkoatletyce 2013 – reprezentacja Polski podczas halowych Mistrzostw Europy w Göteborgu. Kadra liczyła 19 zawodników – 13 mężczyzn i 6 kobiet.

## Minima kwalifikacyjne
Termin uzyskiwania minimów PZLA przypadł między 19 stycznia a 17 lutego.
| Konkurencja                    | Kobiety | Mężczyźni |
| ------------------------------ | ------- | --------- |
| Bieg na 60 metrów              | 7,30    | 6,66      |
| Bieg na 400 metrów             | 52,90   | 46,90     |
| Bieg na 800 metrów             | 2:03,00 | 1:48,20   |
| Bieg na 1500 metrów            | 4:12,00 | 3:42,00   |
| Bieg na 3000 metrów            | 9:00,00 | 7:55,00   |
| Bieg na 60 metrów przez płotki | 8,10    | 7,70      |
| Skok wzwyż                     | 1,92    | 2,27      |
| Skok o tyczce                  | 4,50    | 5,60      |
| Skok w dal                     | 6,55    | 7,90      |
| Trójskok                       | 14,00   | 16,55     |
| Pchnięcie kulą                 | 17,50   | 19,80     |

Do startu w sztafecie sztafecie 4 × 400 metrów została również zaproszona męska drużyna na podstawie najlepszych rezultatów z biegów rozstawnych w sezonie 2012. Ponadto Polski Związek Lekkiej Atletyki ustalił dodatkowe minima (średnia wyników najlepszej czwórki w biegu na 400 metrów – 47,15 dla mężczyzn).

## Występy reprezentantów Polski

### Mężczyźni

#### Konkurencje biegowe
| Zawodnik                                                       | Konkurencja               | Eliminacje | Eliminacje | Półfinał  | Półfinał | Finał    | Finał |
| Zawodnik                                                       | Konkurencja               | Rezultat   | Poz.       | Rezultat  | Poz.     | Rezultat | Poz.  |
| -------------------------------------------------------------- | ------------------------- | ---------- | ---------- | --------- | -------- | -------- | ----- |
| Grzegorz Sobiński                                              | Bieg na 400 m             | 47,61      | 13.        | NQ        | NQ       | NQ       | NQ    |
| Adam Kszczot                                                   | Bieg na 800 m             | 1:48,69 Q  | 1.         | 1:48,78 Q | 3.       | 1:48,69  |       |
| Szymon Krawczyk                                                | Bieg na 1500 m            | 3:47,84    | 20.        | —         | —        | NQ       | NQ    |
| Marcin Lewandowski                                             | Bieg na 1500 m            | 3:42,60 Q  | 6.         | —         | —        | 3:39,19  | 4.    |
| Bartosz Nowicki                                                | Bieg na 1500 m            | 3:40,15 q  | 3.         | —         | —        | 3:39,74  | 7.    |
| Mateusz Demczyszak                                             | Bieg na 3000 m            | 7:59,41    | 13.        | —         | —        | NQ       | NQ    |
| Dominik Bochenek                                               | Bieg na 60 m przez płotki | 7,70 SB Q  | 8.         | 7,71      | 10.      | NQ       | NQ    |
| Michał Pietrzak Rafał Omelko Łukasz Domagała Grzegorz Sobiński | Sztafeta 4 × 400 metrów   | —          | —          | —         | —        | DSQ      | DSQ   |

#### Konkurencje techniczne
| Zawodnik            | Konkurencja   | Eliminacje | Eliminacje | Finał    | Finał   |
| Zawodnik            | Konkurencja   | Rezultat   | Pozycja    | Rezultat | Pozycja |
| ------------------- | ------------- | ---------- | ---------- | -------- | ------- |
| Piotr Lisek         | Skok o tyczce | 5,50 =SB   | 12.        | NQ       | NQ      |
| Robert Sobera       | Skok o tyczce | 5,60 q     | 6.         | 5,71 SB  | 6.      |
| Adrian Strzałkowski | Skok w dal    | 7,87 q     | 10.        | NQ       | NQ      |

### Kobiety

#### Konkurencje biegowe
| Zawodnik               | Konkurencja    | Eliminacje | Eliminacje | Półfinał | Półfinał | Finał    | Finał |
| Zawodnik               | Konkurencja    | Rezultat   | Poz.       | Rezultat | Poz.     | Rezultat | Poz.  |
| ---------------------- | -------------- | ---------- | ---------- | -------- | -------- | -------- | ----- |
| Anna Rostkowska        | Bieg na 800 m  | 2:05,95    | 13.        | NQ       | NQ       | NQ       | NQ    |
| Katarzyna Broniatowska | Bieg na 1500 m | 4:14,78 Q  | 9.         | —        | —        | 4:14,30  |       |
| Angelika Cichocka      | Bieg na 1500 m | 4:14,00    | 7.         | —        | —        | NQ       | NQ    |
| Danuta Urbanik         | Bieg na 1500 m | 4:15,29    | 13.        | —        | —        | NQ       | NQ    |

#### Konkurencje techniczne
| Zawodnik         | Konkurencja   | Eliminacje | Eliminacje | Finał    | Finał   |
| Zawodnik         | Konkurencja   | Rezultat   | Pozycja    | Rezultat | Pozycja |
| ---------------- | ------------- | ---------- | ---------- | -------- | ------- |
| Kamila Stepaniuk | Skok wzwyż    | 1,85       | 17.        | NQ       | NQ      |
| Anna Rogowska    | Skok o tyczce | 4,46 q     | 6.         | 4,67 SB  |         |